# Port de Gênes
 (novembre 2010).
Si vous disposez d'ouvrages ou d'articles de référence ou si vous connaissez des sites web de qualité traitant du thème abordé ici, merci de compléter l'article en donnant les références utiles à sa vérifiabilité et en les liant à la section « Notes et références ».
Le port de Gênes est, en termes d’espace et de trafic, le plus grand port industriel et commercial d’Italie et, en concurrence avec les ports Marseille-Fos et Barcelone en mer Méditerranée, un des plus actifs en Europe. En 2017, le trafic a été de 2 600 000 EVP.

## Position stratégique
Offrant une ouverture naturelle sur la mer et sur les régions les plus industrialisées du nord d’Italie et étant situé en position stratégique vers l’hinterland économique et commercial européen, le port de Gênes a une histoire et tradition très anciennes.
Celui-ci se développe, de l'est vers l’ouest, à partir du bassin « delle Grazie » (zone des chantiers de réparation navale), pas loin du petit port touristique « Duca degli Abruzzi », jusqu’aux modernes terminaux commerciaux peu éloignés de la « Lanterna » (phare du port).

## Sections du port

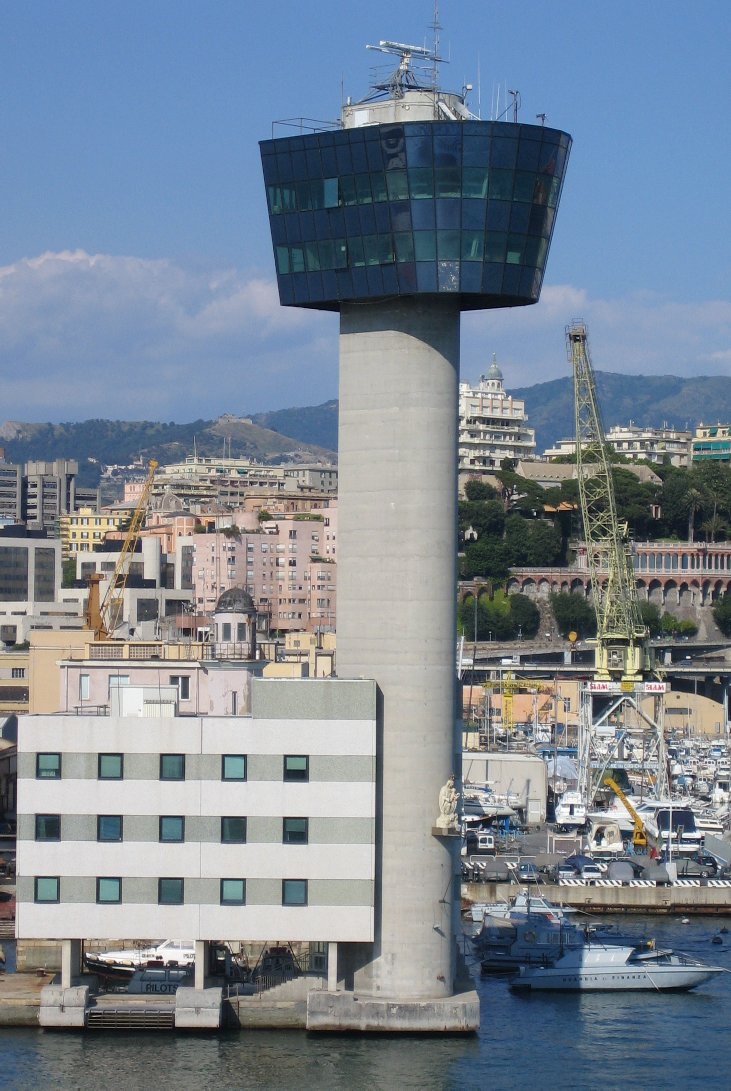
La tour de contrôle du port en 2006, avant l'accident avec un bateau en 2013 qui a provoqué son écroulement.

Le port est subdivisé en différentes parties, comprenant de l’ouest vers l’est :
- PSA Voltri-Pra' (it) (anciennement V.T.E. – Voltri Terminal Europa) : c’est le plus grand terminal conteneurs du port, avec une capacité actuelle de 1,5 million de TEUs par année. Il a été inauguré en juillet 1992.
- Bassin de Multedo - Sestri Ponente :
  - Port pétrolier de Gênes (it) : important port pétrolier au niveau européen, situé devant le quartier de Multedo.
  - Port touristique de Sestri Ponente : il s’agit d’un petit port qui peut recevoir jusqu'à 2 000 bateaux, dont yachts d’une longueur de 90 mètres, grâce aux derniers agrandissements.
  - L'aéroport de Gênes-Sestri Ponente.
- Bassin de Sampierdarena : il s’agit d’une zone très importante du port, où se trouvent différents terminaux commerciaux, dont celui de fruits (Terminal frutta), du métal (Genoa Metal Terminal) et des conteneurs (Terminal Messina).
- S.E.C.H. – Southern European Container Hub : c’est un autre important terminal de conteneurs.
- Gare maritime : il s’agit d’une zone du port gérée par Stazioni Marittime S.p.a., qui contrôle le transport des passagers dans différents terminaux, grâce à une concession accordée par l'État jusqu'en 2040.
- Vieux-Port de Gênes (it) : c’est le vieux port, récemment restauré par l’architecte Renzo Piano., Il comprend notamment le bâtiment des Entrepôts de coton.
- La zone du Levant : cette aire est principalement réservée aux réparations navales. À l'est de cette zone, près du quartier de Foce, se trouve la Foire de Gênes (it) où se déroule chaque année au mois d'octobre le Salon nautique (it), exposition de bateaux d'importance internationale.

## Grèves
En mai 2019, des syndicalistes italiens refusent de charger des armes à destination de l'Arabie saoudite et annoncent une grève tant que le bateau ne quitterait pas le port.

## Compagnies de navigation

### Compagnies de ferry au départ et/ou à destination du port de Gênes
- Compagnie tunisienne de navigation
- COMANAV Compagnie Marocaine de Navigation
- GNV Grandi Navi Veloci
- Grimaldi Lines
- Moby Lines
- Tirrenia di Navigazione

### Compagnies de croisière au départ et/ou à destination du port de Gênes
- Costa Croisières
- MSC Croisières
- Royal Caribbean International